# Закаспийский олигодон
Закаспийский олигодон (лат. Oligodon transcaspicus) — вид змей семейства ужеобразных. Обитает в Иране и Туркменистане. Ранее считался синонимом изменчивого олигодона.

## Внешний вид
Длина тела (без хвоста) достигает 14,5—31,2 см у самцов и 26,7—38,2 см у самок, а длина хвоста 2,7—7 и 4,2—6,4 см у самцов и самок соответственно. Туловище вытянутое, цилиндрическое в сечении, у некоторых особей слегка утолщенное в середине. Голова достигает 5,9—6,9 мм в длину и 3,6—6 мм в ширину и имеет овальную форму. Морда сужается к концу при виде сверху и несколько уплощена при виде сбоку. Глаза средних размеров, 0,8—1,4 мм в диаметре, расположены сзади от передних крёв лобных щитков. Ноздри направлены вбок.

### Щиткование
Межчелюстной щиток заметно увеличенный, широкий, сильно выдаётся назад, разделяя передние половины межносовые щитки, при виде сверху треугольный. Межносовые почти пятиугольные, широкие. За ними расположены более крупные почти шестиугольные предлобные щитки. Лобные щитки по форме напоминают предлобные, но почти в два раза больше в длину. Надглазничные щитки почти прямоугольные, вытянуты в длину и по размерам меньше лобных. Теменные щитки почти пятиугольные, слегка вытянутые, по длине равны или слегка превышают лобные. Носовой щиток прямоугольный, иногда квадратный, полностью разделённый. Скуловых щитков по одному с каждой стороны. Верхнегубных щитков по пять, хотя Латифи указывал, что у некоторых особей их может быть по 6. При этом третий верхнегуюной всегда касается глаза. Предглазничный щитко один, а заглазничных два. Височных с каждой стороны головы по одному щитку первого ряда и по трём — второго. Нижнегубных щитков по семь с каждой стороны. Подбородочный щитко почти треугольный, широкий. Туловище покрыто гладкими чешуйками без апикальных ямок, расположенными в 15 рядов. Брюшных щитков 179–188 у самцов и 193–202 у самок, а подхвостовых — 48–52 и 44–51 соответственно. Анальный щиток парный.

### Окраска
Спинная сторона тела кремовая или бежевая с отчётливыми коричневыми крапинами по бокам. Поперёк туловища проходит 42–57 светло-коричневых полос, каждая из которых имеет слабую белую окантовку и в длину достигает 1,5–3 чешуйки. Наибольшей ширины полосы достигают вдоль хребта, сужаясь к бокам тела. Хвост покрыт 12–16 поперечными полосами сходной окраски. Голова от светло-коричневой до кремовой. Брюхо светло-коричневое или кремовое, обычно без пятен.

## Ареал
Известен из предгорий Копетдага в южном Туркменистане (Ахалский, Балканский и Марыйский велаяты) и северном Иране (Хорасан-Резави и Голестан). Возможно обитание вида на северо-западе Афганистана, а также на северо-западе Ирана.

## Образ жизни
Как правило, закаспийского олигодона находили под камнями или на их поверхности в основании горных ущелий, в пересохших руслах рек и открытых местообитаниях с кустарниковой и древесной растительностью. Питается, предположительно, яйцами птиц и пресмыкающихся, бесхвостыми земноводными, мелкими ящерицами и млекопитающими. В мае и июне самки откладывают по 1—2 яйца.